# Tyryns
Tyryns (gr. Τίρυνθα, Tíryntha trl., Tirinta trb.) – cytadela z czasów kultury mykeńskiej położona na Peloponezie. 
W miejscu tym już w III tysiącleciu p.n.e. znajdowała się osada. Achajowie zbudowali tam swą twierdzę w XIV–XIII wieku p.n.e. Tyryns został zdobyty przez Dorów około 1100 p.n.e., około 470 p.n.e. cytadela została zniszczona przez Argejczyków.

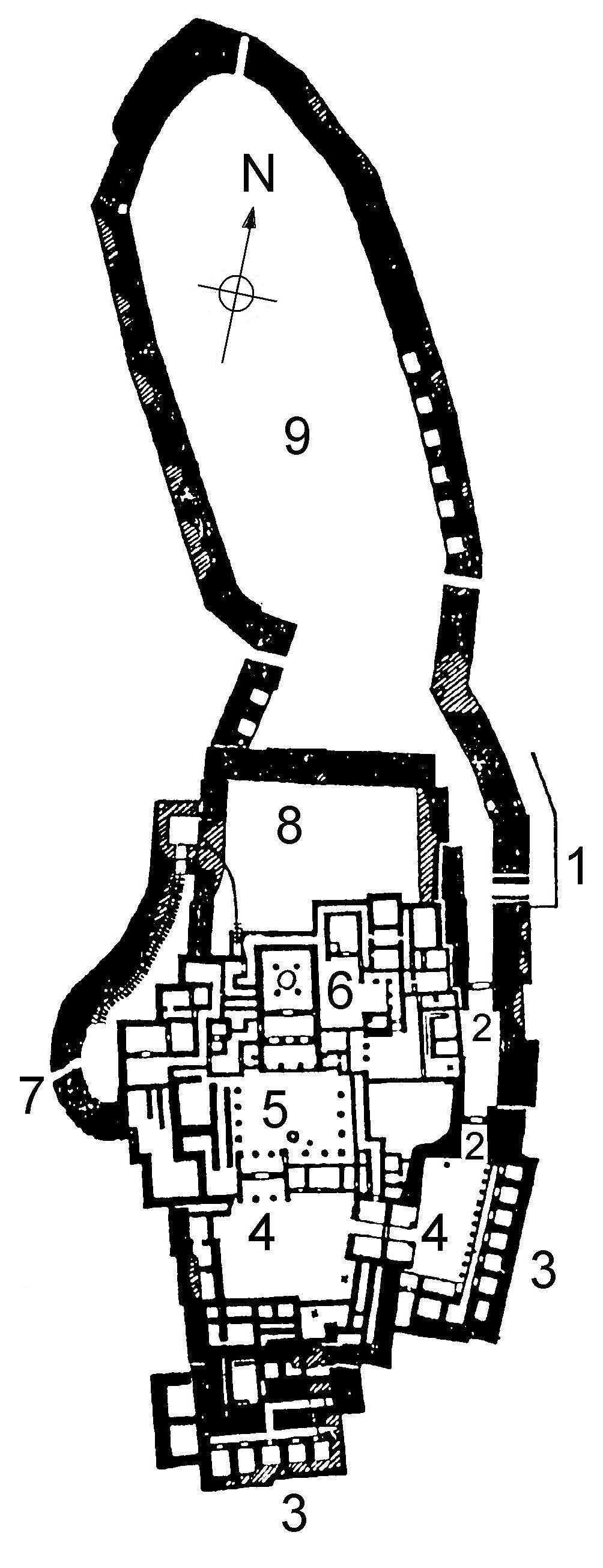
Plan Tyrynsu (cytadela z otoczeniem)

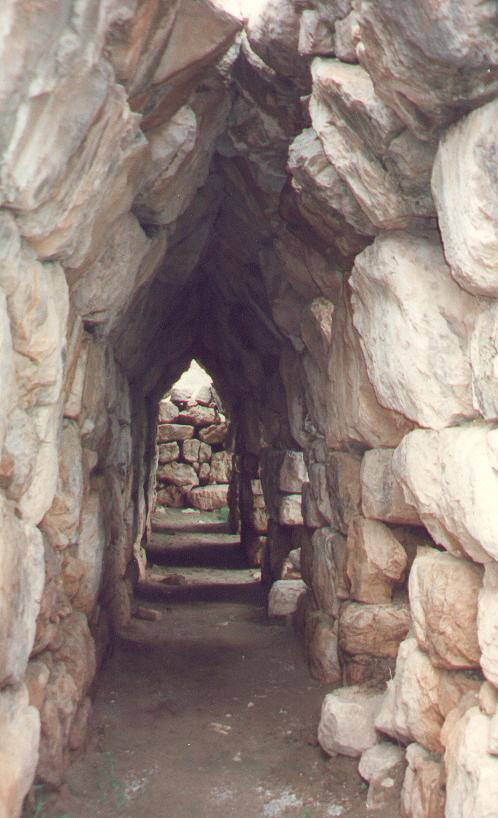
Korytarz w murach obronnych

Wykopaliska w Tyrynsie prowadzone były początkowo przez Heinricha Schliemmanna (1884–1885), na początku XX wieku kontynuowane przez Wilhelma Dörpfelda, wznowione w 1963 roku przez archeologów greckich.
W wyniku prowadzonych prac badawczych ustalono, że twierdza była trzykrotnie rozbudowywana. W ostatniej fazie (XIII wiek p.n.e.) zajmowała obszar około 20 000 m², o mocno wydłużonym obrysie (długość ok. 300 m i szerokość 80 m). Potężne mury cyklopowe otaczały położony na wzgórzu pałac oraz liczne domy, ośrodek kultowy z małą świątynią. Mury obronne zbudowane były z ogromnych bloków wapiennych o masie dochodzącej do 12 ton, ich wysokość przekraczała 8 m, a szerokość dochodziła do 17 m. W nich umieszczono dwa „bastiony” z komorami służącymi jako magazyny. Komory połączone były galerią przykrytą sklepieniem pozornym. Wejście główne znajdowało się we wschodniej części murów. Przejście na dziedziniec prowadziło przez dwie warowne bramy i propyleje.
Kompleks pałacowy odgrodzony był wewnętrznym murem obronnym od dziedzińca otoczonego z trzech stron perystylem. Megaron umieszczono naprzeciwko wejścia. Jego ściany i część posadzek zdobiły freski. Pośrodku umieszczono palenisko, a strop i zadaszenie podtrzymywały cztery kolumny. W skład kompleksu pałacowego wchodziły także dwa mniejsze megarony i łazienka, umieszczone po wschodniej stronie zabudowań, oraz pomieszczenia gospodarcze i duża cysterna na wodę.
W 1999 roku stanowiska archeologiczne w Mykenach i Tyrynsie zostały wpisane na listę światowego dziedzictwa UNESCO.

## Malowidła z Tyrynsu

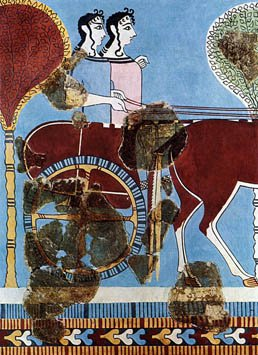
Damy na przejażdżce rydwanem (fresk z megaronu, ok. 1200 p.n.e.)
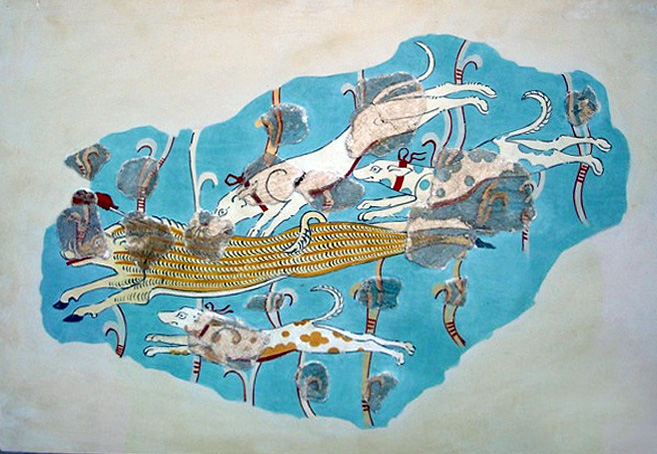
Fresk z wyobrażeniem polowania na dzika (ok. 1300 p.n.e.)